# Portugal op de Olympische Zomerspelen 2020
Portugal nam deel aan de Olympische Zomerspelen 2020 in Tokio, Japan.

## Medailleoverzicht
| Medaille | Naam             | Sport     | Onderdeel            | Datum      |
| -------- | ---------------- | --------- | -------------------- | ---------- |
| Goud     | Pedro Pichardo   | Atletiek  | hinkstapspringen (m) | 5 augustus |
|          |                  |           |                      |            |
| Zilver   | Patrícia Mamona  | Atletiek  | hinkstapspringen (v) | 1 augustus |
|          |                  |           |                      |            |
| Brons    | Jorge Fonseca    | Judo      | -100kg (m)           | 29 juli    |
| Brons    | Fernando Pimenta | Kanovaren | K-1 1000m (m)        | 3 augustus |

## Atleten
| sport        | mannen | vrouwen | totaal |
| ------------ | ------ | ------- | ------ |
| Atletiek     | 7      | 13      | 20     |
| Gymnastiek   | 1      | 1       | 2      |
| Handbal      | 14     | 0       | 14     |
| Judo         | 2      | 6       | 8      |
| Kanovaren    | 6      | 2       | 8      |
| Paardensport | 2      | 2       | 4      |
| Roeien       | 2      | 0       | 2      |
| Schietsport  | 1      | 0       | 1      |
| Skateboarden | 1      | 0       | 1      |
| Surfen       | 1      | 2       | 3      |
| Taekwondo    | 1      | 0       | 1      |
| Tafeltennis  | 3      | 2       | 5      |
| Tennis       | 2      | 0       | 2      |
| Triatlon     | 2      | 1       | 3      |
| Wielersport  | 2      | 2       | 4      |
| Zeilen       | 4      | 1       | 5      |
| Zwemmen      | 5      | 4       | 9      |
| totaal       | 56     | 36      | 92     |

## Sporten

### Atletiek
Mannen
Loopnummers
| Carlos Nascimento  | 100 m              | bye    | bye    | 10,37  | 7      | niet geplaatst | niet geplaatst | niet geplaatst | niet geplaatst | niet geplaatst | niet geplaatst |
| Ricardo dos Santos | 400 m              | 46,83  | 7      | n.v.t. | n.v.t. | niet geplaatst | niet geplaatst | niet geplaatst | niet geplaatst |                |                |
| João Vieira        | 50 km snelwandelen | n.v.t. | n.v.t. | n.v.t. | n.v.t. | n.v.t.         | n.v.t.         | 3:51.28        | 5              |                |                |

Technische nummers
| atleet               | onderdeel          | kwalificaties | kwalificaties | finale         | finale         |
| atleet               | onderdeel          | afstand       | rang          | afstand        | rang           |
| -------------------- | ------------------ | ------------- | ------------- | -------------- | -------------- |
| Pedro Pablo Pichardo | hink-stap-springen | 17,71         | 1 Q           | 17,98 NR       | Goud           |
| Tiago Pereira        | hink-stap-springen | 16,71         | 16            | niet geplaatst | niet geplaatst |
| Nelson Évora         | hink-stap-springen | 15,39         | 27            | niet geplaatst | niet geplaatst |
| Francisco Belo       | kogelstoten        | 20,58         | 16            | niet geplaatst | niet geplaatst |

Vrouwen
Loopnummers
| atlete             | onderdeel          | series  | series | kwartfinale | kwartfinale | halve finale   | halve finale   | finale         | finale         |
| atlete             | onderdeel          | tijd    | rang   | tijd        | rang        | tijd           | rang           | tijd           | rang           |
| ------------------ | ------------------ | ------- | ------ | ----------- | ----------- | -------------- | -------------- | -------------- | -------------- |
| Lorène Bazolo      | 100 m              | bye     | bye    | 11,31       | 4           | niet geplaatst | niet geplaatst | niet geplaatst | niet geplaatst |
| Lorène Bazolo      | 200 m              | 23,21   | 2 Q    | n.v.t.      | n.v.t.      | 23,20          | 7              | niet geplaatst | niet geplaatst |
| Cátia Azevedo      | 400 m              | 51,26   | 3 Q    | n.v.t.      | n.v.t.      | 51,32          | 7              | niet geplaatst | niet geplaatst |
| Salomé Afonso      | 1500 m             | 4.10,80 | 13     | n.v.t.      | n.v.t.      | niet geplaatst | niet geplaatst | niet geplaatst | niet geplaatst |
| Marta Pen          | 1500 m             | 4.07,33 | 10 qR  | n.v.t.      | n.v.t.      | 4.04,15        | 10             | niet geplaatst | niet geplaatst |
| Sara Moreira       | marathon           | n.v.t.  | n.v.t. | n.v.t.      | n.v.t.      | n.v.t.         | n.v.t.         | DNF            | DNF            |
| Catarina Ribeiro   | marathon           | n.v.t.  | n.v.t. | n.v.t.      | n.v.t.      | n.v.t.         | n.v.t.         | 2:55.01        | 70             |
| Carla Salomé Rocha | marathon           | n.v.t.  | n.v.t. | n.v.t.      | n.v.t.      | n.v.t.         | n.v.t.         | 2:34.52        | 30             |
| Ana Cabecinha      | 20 km snelwandelen | n.v.t.  | n.v.t. | n.v.t.      | n.v.t.      | n.v.t.         | n.v.t.         | 1:34.08        | 20             |

Technische nummers
| atlete          | onderdeel          | kwalificaties | kwalificaties | finale         | finale         |
| atlete          | onderdeel          | afstand       | rang          | afstand        | rang           |
| --------------- | ------------------ | ------------- | ------------- | -------------- | -------------- |
| Liliana Cá      | discuswerpen       | 62,85         | 8 q           | 63,93          | 5              |
| Irina Rodrigues | discuswerpen       | 57,03         | 25            | niet geplaatst | niet geplaatst |
| Patrícia Mamona | hink-stap-springen | 14,54         | 4 Q           | 15,01          | Zilver         |
| Evelise Veiga   | hink-stap-springen | 13,93         | 19            | niet geplaatst | niet geplaatst |
| Auriol Dongmo   | kogelstoten        | 18,80         | 8 Q           | 19,57          | 4              |

### Gymnastiek

#### Turnen
Vrouwen
| atlete             | onderdeel | kwalificatie | kwalificatie | kwalificatie | kwalificatie | kwalificatie | kwalificatie | finale         | finale         | finale         | finale         | finale         | finale         |
| atlete             | onderdeel | toestel      | toestel      | toestel      | toestel      | totaal       | positie      | toestel        | toestel        | toestel        | toestel        | totaal         | positie        |
| atlete             | onderdeel | sprong       | brug         | balk         | vloer        | totaal       | positie      | sprong         | brug           | balk           | vloer          | totaal         | positie        |
| ------------------ | --------- | ------------ | ------------ | ------------ | ------------ | ------------ | ------------ | -------------- | -------------- | -------------- | -------------- | -------------- | -------------- |
| Ana Filipa Martins | meerkamp  | 13.466       | 14.300       | 11.866       | 12.666       | 52.298       | 43           | niet geplaatst | niet geplaatst | niet geplaatst | niet geplaatst | niet geplaatst | niet geplaatst |

#### Trampoline
Mannen
| atleet      | onderdeel  | kwalificaties | kwalificaties | finale         | finale         |
| atleet      | onderdeel  | score         | rang          | score          | rang           |
| ----------- | ---------- | ------------- | ------------- | -------------- | -------------- |
| Diogo Abreu | trampoline | 93,420        | 11            | niet geplaatst | niet geplaatst |

### Handbal
Mannen
| Olympiër | Onderdeel | Resultaat  | Prestatie |
| --- | --------- | ---------- | --------- |
| Pedro Portela Gilberto Duarte Victor Iturriza João Ferraz Miguel Martins Rui Silva Daymaro Salina Humberto Gomes Alexis Borges Diogo Branquinho António Areia André Gomes Gustavo Capdeville Luís Frade Fábio Magalhães | mannen    | Groepsfase | zie onder |

| Groep |            |             |             |             |             |            |            |            |        |
| #     | Land       | Wedstrijden | Wedstrijden | Wedstrijden | Wedstrijden | Doelpunten | Doelpunten | Doelpunten | Punten |
| #     | Land       | G           | W           | G           | V           | V          | T          | Saldo      | Punten |
| 1     | Denemarken | 5           | 4           | 0           | 1           | 174        | 139        | +35        | 8      |
| 2     | Egypte     | 5           | 4           | 0           | 1           | 154        | 134        | +20        | 8      |
| 3     | Zweden     | 5           | 4           | 0           | 1           | 144        | 142        | +2         | 8      |
| 4     | Bahrein    | 5           | 1           | 0           | 4           | 129        | 149        | -20        | 2      |
| 5     | Portugal   | 5           | 1           | 0           | 4           | 143        | 156        | -13        | 2      |
| 6     | Japan      | 5           | 1           | 0           | 4           | 146        | 170        | -24        | 2      |

| Ronde           | Datum          | Lokale tijd    | MEZT           | Land           | Score          | Land           |  |
| --------------- | -------------- | -------------- | -------------- | -------------- | -------------- | -------------- |  |
| groepsfase      |                |                |                |                |                |                |  |
| 24 juli 2021    | 19:30          | 12:30          | Portugal       | 31 - 37        | Egypte         |                |  |
| 26 juli 2021    | 19:30          | 12:30          | Bahrein        | 25 - 26        | Portugal       |                |  |
| 28 juli 2021    | 11:00          | 04:00          | Zweden         | 29 - 28        | Portugal       |                |  |
| 30 juli 2021    | 19:30          | 12:30          | Portugal       | 28 - 34        | Denemarken     |                |  |
| 1 augustus 2021 | 09:00          | 02:00          | Portugal       | 30 - 31        | Japan          |                |  |
|                 |                |                |                |                |                |                |  |
| kwartfinale     | niet geplaatst | niet geplaatst | niet geplaatst | niet geplaatst | niet geplaatst | niet geplaatst |  |
|                 |                |                |                |                |                |                |  |
| halve finale    | niet geplaatst | niet geplaatst | niet geplaatst | niet geplaatst | niet geplaatst | niet geplaatst |  |
|                 |                |                |                |                |                |                |  |
| finale          | niet geplaatst | niet geplaatst | niet geplaatst | niet geplaatst | niet geplaatst | niet geplaatst |  |

### Judo
Mannen
| atleet        | onderdeel | eerste ronde         | tweede ronde           | derde ronde          | kwartfinale          | halve finale         | herkansing           | finale / BM          | finale / BM    |
| atleet        | onderdeel | tegenstander uitslag | tegenstander uitslag   | tegenstander uitslag | tegenstander uitslag | tegenstander uitslag | tegenstander uitslag | tegenstander uitslag | rang           |
| ------------- | --------- | -------------------- | ---------------------- | -------------------- | -------------------- | -------------------- | -------------------- | -------------------- | -------------- |
| Anri Egutidze | −81 kg    | n.v.t.               | Borchashvili V 001-101 | niet geplaatst       | niet geplaatst       | niet geplaatst       | niet geplaatst       | niet geplaatst       | niet geplaatst |
| Jorge Fonseca | −100 kg   | n.v.t.               | bye                    | Nikiforov W 100-000  | Ilyasov W 012-002    | Cho G-h V 000-012    | bye                  | El Nahas W 012-000   | Brons          |

Vrouwen
| atlete           | onderdeel | eerste ronde         | tweede ronde             | derde ronde          | kwartfinale          | halve finale         | herkansing           | finale / BM          | finale / BM    |
| atlete           | onderdeel | tegenstander uitslag | tegenstander uitslag     | tegenstander uitslag | tegenstander uitslag | tegenstander uitslag | tegenstander uitslag | tegenstander uitslag | rang           |
| ---------------- | --------- | -------------------- | ------------------------ | -------------------- | -------------------- | -------------------- | -------------------- | -------------------- | -------------- |
| Catarina Costa   | −48 kg    | n.v.t.               | Gurbanli W 101-002       | Li Y W 100-001       | Bilodid V 001-101    | niet geplaatst       | Pareto W 101-000     | Mönkhbatyn V 000-100 | 5              |
| Joana Ramos      | −52 kg    | n.v.t.               | Delgado V 001-102        | niet geplaatst       | niet geplaatst       | niet geplaatst       | niet geplaatst       | niet geplaatst       | niet geplaatst |
| Telma Monteiro   | −57 kg    | n.v.t.               | Dabonne W 100-001        | Kowalczyk V 003-101  | niet geplaatst       | niet geplaatst       | niet geplaatst       | niet geplaatst       | niet geplaatst |
| Bárbara Timo     | −70 kg    | n.v.t.               | Drysdale Daley W 100-003 | Matic V 001-100      | niet geplaatst       | niet geplaatst       | niet geplaatst       | niet geplaatst       | niet geplaatst |
| Patrícia Sampaio | −78 kg    | n.v.t.               | León W 100-000           | Wagner V 000-100     | niet geplaatst       | niet geplaatst       | niet geplaatst       | niet geplaatst       | niet geplaatst |
| Rochele Nunes    | +78 kg    | n.v.t.               | Mojica W 011-002         | Ortiz V 002-012      | niet geplaatst       | niet geplaatst       | niet geplaatst       | niet geplaatst       | niet geplaatst |

### Kanovaren
Mannen
Slalom
| atleet         | onderdeel  | series | series | series | series | series    | series | halve finale | halve finale | finale         | finale         |
| atleet         | onderdeel  | run 1  | rang   | run 2  | rang   | beste run | rang   | tijd         | rang         | tijd           | rang           |
| -------------- | ---------- | ------ | ------ | ------ | ------ | --------- | ------ | ------------ | ------------ | -------------- | -------------- |
| Antoine Launay | K-1 slalom | 95.68  | 10     | 93.50  | 11     | 93.50     | 12     | 98.88        | 11           | niet geplaatst | niet geplaatst |

Sprint
| atleet                                                   | onderdeel  | series   | series | kwartfinale | kwartfinale | halve finale | halve finale | finale   | finale |
| atleet                                                   | onderdeel  | tijd     | rang   | tijd        | rang        | tijd         | rang         | tijd     | rang   |
| -------------------------------------------------------- | ---------- | -------- | ------ | ----------- | ----------- | ------------ | ------------ | -------- | ------ |
| Fernando Pimenta                                         | K-1 1000 m | 3.40,323 | 1 HF   | n.v.t.      | n.v.t.      | 3.22,942     | 1 FA         | 3.22,478 |        |
| Messias Baptista João Ribeiro Emanuel Silva David Varela | K-4 500 m  | 1.25,515 | 5 KF   | 1.24,325    | 4 HF        | 1.25,268     | 4 FA         | 1.25,324 | 8      |

Vrouwen
Sprint
| atlete            | onderdeel | series   | series | kwartfinale | kwartfinale | halve finale   | halve finale   | finale         | finale         |
| atlete            | onderdeel | tijd     | rang   | tijd        | rang        | tijd           | rang           | tijd           | rang           |
| ----------------- | --------- | -------- | ------ | ----------- | ----------- | -------------- | -------------- | -------------- | -------------- |
| Teresa Portela    | K-1 200 m | 42,050   | 2 HF   | n.v.t.      | n.v.t.      | 39,301         | 6 FB           | 39,562         | 10             |
| Teresa Portela    | K-1 500 m | 1.48,727 | 2 HF   | n.v.t.      | n.v.t.      | 1.52,557       | 2 FA           |                | 7              |
| Joana Vasconcelos | K-1 200 m | 43,059   | 5 KF   | 43,379      | 4           | niet geplaatst | niet geplaatst | niet geplaatst | niet geplaatst |
| Joana Vasconcelos | K-1 500 m | 1.57,513 | 5 KF   | 1.56,622    | 6           | niet geplaatst | niet geplaatst | niet geplaatst | niet geplaatst |

### Paardensport

#### Dressuur
| ruiter                                          | paard          | onderdeel   | Grand Prix | Grand Prix | Grand Prix Special | Grand Prix Special | Grand Prix Freestyle | Grand Prix Freestyle | totaal         | totaal         |
| ruiter                                          | paard          | onderdeel   | score      | rang       | score              | rang               | technisch            | artistiek            | uitslag        | rang           |
| ----------------------------------------------- | -------------- | ----------- | ---------- | ---------- | ------------------ | ------------------ | -------------------- | -------------------- | -------------- | -------------- |
| Maria Caetano                                   | Fenix de Tineo | individueel | 70,311     | 27         | n.v.t.             | n.v.t.             | niet geplaatst       | niet geplaatst       | niet geplaatst | niet geplaatst |
| João Miguel Torrão                              | Equador        | individueel | 70,186     | 29         | n.v.t.             | n.v.t.             | niet geplaatst       | niet geplaatst       | niet geplaatst | niet geplaatst |
| Rodrigo Torres                                  | Fogoso         | individueel | 72,624     | 17 q       | n.v.t.             | n.v.t.             | 74,143               | 83,743               | 78,943         | 16             |
| Maria Caetano João Miguel Torrão Rodrigo Torres | zie hierboven  | team        | 6862,5     | 7 Q        | 6965,5             | 8                  | n.v.t.               | n.v.t.               | 6965,5         | 8              |

#### Springen
| ruiter        | paard             | onderdeel   | kwalificatie | kwalificatie | finale      | finale | totaal      | totaal |
| ruiter        | paard             | onderdeel   | strafpunten  | rang         | strafpunten | rang   | strafpunten | rang   |
| ------------- | ----------------- | ----------- | ------------ | ------------ | ----------- | ------ | ----------- | ------ |
| Luciana Diniz | Vertigo du Desert | individueel | 0            | 1            | 4           | 10     | 4           | 10     |

### Roeien
Mannen
| atleet                   | onderdeel          | series  | series | herkansingen | herkansingen | kwartfinale | kwartfinale | halve finale | halve finale | finale  | finale |
| atleet                   | onderdeel          | tijd    | rang   | tijd         | rang         | tijd        | rang        | tijd         | rang         | tijd    | rang   |
| ------------------------ | ------------------ | ------- | ------ | ------------ | ------------ | ----------- | ----------- | ------------ | ------------ | ------- | ------ |
| Afonso Costa Pedro Fraga | lichte dubbel-twee | 6.44,09 | 3 H    | 6.39,95      | 4 FC         | n.v.t.      | n.v.t.      | n.v.t.       | n.v.t.       | 6.24,44 | 13     |

Legenda: FA=finale A (medailles); FB=finale B (geen medailles); FC=finale C (geen medailles); FD=finale D (geen medailles); FE=finale E (geen medailles); FF=finale F (geen medailles); HA/B=halve finale A/B; HC/D=halve finale C/D; HE/F=halve finale E/F; KF=kwartfinale; H=herkansing

### Schietsport
Mannen
| atleet       | onderdeel | kwalificaties | kwalificaties | finale         | finale         |
| atleet       | onderdeel | punten        | rang          | punten         | rang           |
| ------------ | --------- | ------------- | ------------- | -------------- | -------------- |
| João Azevedo | trap      | 120           | 20            | niet geplaatst | niet geplaatst |

### Skateboarden
Mannen
| atlete          | onderdeel | kwalificaties | kwalificaties | finale | finale |
| atlete          | onderdeel | punten        | rang          | punten | rang   |
| --------------- | --------- | ------------- | ------------- | ------ | ------ |
| Gustavo Ribeiro | street    | 32,66         | 8 Q           | 15,05  | 8      |

### Surfen
Mannen
| atleet           | onderdeel | eerste ronde                              | eerste ronde                              | tweede ronde                              | tweede ronde                              | derde ronde                               | kwartfinale                               | halve finale                              | finale / BM                               | finale / BM                               |
| atleet           | onderdeel | score                                     | rang                                      | score                                     | rang                                      | tegenstander uitslag                      | tegenstander uitslag                      | tegenstander uitslag                      | tegenstander uitslag                      | rang                                      |
| ---------------- | --------- | ----------------------------------------- | ----------------------------------------- | ----------------------------------------- | ----------------------------------------- | ----------------------------------------- | ----------------------------------------- | ----------------------------------------- | ----------------------------------------- | ----------------------------------------- |
| Frederico Morais | surfen    | teruggetrokken na positieve test covid-19 | teruggetrokken na positieve test covid-19 | teruggetrokken na positieve test covid-19 | teruggetrokken na positieve test covid-19 | teruggetrokken na positieve test covid-19 | teruggetrokken na positieve test covid-19 | teruggetrokken na positieve test covid-19 | teruggetrokken na positieve test covid-19 | teruggetrokken na positieve test covid-19 |

Vrouwen
| atleet          | onderdeel | eerste ronde | eerste ronde | tweede ronde | tweede ronde | derde ronde          | kwartfinale             | halve finale         | finale / BM          | finale / BM    |
| atleet          | onderdeel | score        | rang         | score        | rang         | tegenstander uitslag | tegenstander uitslag    | tegenstander uitslag | tegenstander uitslag | rang           |
| --------------- | --------- | ------------ | ------------ | ------------ | ------------ | -------------------- | ----------------------- | -------------------- | -------------------- | -------------- |
| Teresa Bonvalot | surfen    | 9,80         | 2 Q          | bye          | bye          | Lima V 7,50 - 12,17  | niet geplaatst          | niet geplaatst       | niet geplaatst       | niet geplaatst |
| Yolanda Hopkins | surfen    | 9,24         | 4            | 12,23        | 1 Q          | Defay W 10,84 - 9,40 | Buitendag V 5,46 - 9,50 | niet geplaatst       | niet geplaatst       | niet geplaatst |

### Taekwondo
Mannen
| atleet       | onderdeel | eerste ronde         | kwartfinale          | halve finale         | herkansing           | finale / BM          | finale / BM    |
| atleet       | onderdeel | tegenstander uitslag | tegenstander uitslag | tegenstander uitslag | tegenstander uitslag | tegenstander uitslag | rang           |
| ------------ | --------- | -------------------- | -------------------- | -------------------- | -------------------- | -------------------- | -------------- |
| Rui Bragança | -58 kg    | Vicente V 9 - 24     | niet geplaatst       | niet geplaatst       | niet geplaatst       | niet geplaatst       | niet geplaatst |

### Tafeltennis
Mannen
| atleet                                      | onderdeel | voorronde            | eerste ronde         | tweede ronde         | derde ronde          | vierde ronde         | kwartfinale          | halve finale         | finale / BM          | finale / BM    |
| atleet                                      | onderdeel | tegenstander uitslag | tegenstander uitslag | tegenstander uitslag | tegenstander uitslag | tegenstander uitslag | tegenstander uitslag | tegenstander uitslag | tegenstander uitslag | rang           |
| ------------------------------------------- | --------- | -------------------- | -------------------- | -------------------- | -------------------- | -------------------- | -------------------- | -------------------- | -------------------- | -------------- |
| Tiago Apolónia                              | enkelspel | bye                  | Omotayo W 4 - 0      | Kamal V 2 - 4        | niet geplaatst       | niet geplaatst       | niet geplaatst       | niet geplaatst       | niet geplaatst       | niet geplaatst |
| Marcos Freitas                              | enkelspel | bye                  | bye                  | bye                  | Habesohn W 4 - 3     | Fan V 1 - 4          | niet geplaatst       | niet geplaatst       | niet geplaatst       | niet geplaatst |
| Tiago Apolónia Marcos Freitas João Monteiro | team      | n.v.t.               | n.v.t.               | n.v.t.               | n.v.t.               | Duitsland V 0 - 3    | niet geplaatst       | niet geplaatst       | niet geplaatst       | niet geplaatst |

Vrouwen
| atlete     | onderdeel | voorronde            | eerste ronde         | tweede ronde         | derde ronde          | vierde ronde         | kwartfinale          | halve finale         | finale / BM          | finale / BM    |
| atlete     | onderdeel | tegenstander uitslag | tegenstander uitslag | tegenstander uitslag | tegenstander uitslag | tegenstander uitslag | tegenstander uitslag | tegenstander uitslag | tegenstander uitslag | rang           |
| ---------- | --------- | -------------------- | -------------------- | -------------------- | -------------------- | -------------------- | -------------------- | -------------------- | -------------------- | -------------- |
| Fu Yu      | enkelspel | bye                  | bye                  | Mukherjee W 4 - 0    | Ito V 1 - 4          | niet geplaatst       | niet geplaatst       | niet geplaatst       | niet geplaatst       | niet geplaatst |
| Shao Jieni | enkelspel | bye                  | Källberg W 4 - 3     | Yu V 0 - 4           | niet geplaatst       | niet geplaatst       | niet geplaatst       | niet geplaatst       | niet geplaatst       | niet geplaatst |

### Tennis
Mannen
| atleet                 | onderdeel  | eerste ronde                 | tweede ronde                     | derde ronde          | kwartfinale          | halve finale         | finale / BM          | finale / BM    |
| atleet                 | onderdeel  | tegenstander uitslag         | tegenstander uitslag             | tegenstander uitslag | tegenstander uitslag | tegenstander uitslag | tegenstander uitslag | rang           |
| ---------------------- | ---------- | ---------------------------- | -------------------------------- | -------------------- | -------------------- | -------------------- | -------------------- | -------------- |
| João Sousa             | enkelspel  | Macháč V 7-6(7-5), 4-6, 4-6  | niet geplaatst                   | niet geplaatst       | niet geplaatst       | niet geplaatst       | niet geplaatst       | niet geplaatst |
| Pedro Sousa            | enkelspel  | Davidovich Fokina V 3-6, 0-6 | niet geplaatst                   | niet geplaatst       | niet geplaatst       | niet geplaatst       | niet geplaatst       | niet geplaatst |
| João Sousa Pedro Sousa | dubbelspel | n.v.t.                       | McLachlan / Nishikori V 1-6, 4-6 | niet geplaatst       | niet geplaatst       | niet geplaatst       | niet geplaatst       | niet geplaatst |

### Triatlon
Individueel
| Atleet         | Evenement | Zwemmen (1,5 km) | Rang 1 | Fietsen (40 km) | Rang 2 | Lopen (10 km) | Totaaltijd | Ranking |
| -------------- | --------- | ---------------- | ------ | --------------- | ------ | ------------- | ---------- | ------- |
| João Pereira   | Mannen    | 17.56            |        | 56.31           |        | 32.27         | 1.48.03    | 27      |
| João Silva     | Mannen    | 17.55            |        | 56.30           |        | 31.53         | 1.47.30    | 23      |
| Melanie Santos | Vrouwen   | 19.32            |        | 1.05.07         |        | 36.13         | 2.02.06    | 22      |

### Wielersport

#### Baanwielrennen
Vrouwen
Omnium
| atlete        | onderdeel | scratchrace | scratchrace | temporace | temporace | afvalrace | afvalrace | puntenrace | puntenrace | totaal punten | rang |
| atlete        | onderdeel | rang        | punten      | rang      | punten    | rang      | punten    | rang       | punten     | totaal punten | rang |
| ------------- | --------- | ----------- | ----------- | --------- | --------- | --------- | --------- | ---------- | ---------- | ------------- | ---- |
| Maria Martins | omnium    | 6           | 30          | 8         | 26        | 5         | 32        |            | 7          | 95            | 7    |

#### Mountainbiken
Vrouwen
| atlete         | onderdeel    | tijd           | rang |
| -------------- | ------------ | -------------- | ---- |
| Raquel Queiros | mountainbike | 1:27:46 +12:00 | 27   |

#### Wegwielrennen
Mannen
| atleet          | onderdeel    | tijd     | rang |
| --------------- | ------------ | -------- | ---- |
| João Almeida    | wegwedstrijd | 6:09:04  | 13   |
| João Almeida    | tijdrit      | 58:33,97 | 16   |
| Nélson Oliveira | wegwedstrijd | 6:15:38  | 41   |
| Nélson Oliveira | tijdrit      | 58:59,22 | 21   |

### Zeilen
Mannen
| atleet                | onderdeel | race | race | race | race | race | race | race | race | race | race | race   | race   | race             | netto punten | eindnotering |
| atleet                | onderdeel | 1    | 2    | 3    | 4    | 5    | 6    | 7    | 8    | 9    | 10   | 11     | 12     | M                | netto punten | eindnotering |
| --------------------- | --------- | ---- | ---- | ---- | ---- | ---- | ---- | ---- | ---- | ---- | ---- | ------ | ------ | ---------------- | ------------ | ------------ |
| Costa Pedro Costa     | 470       | 13   | 10   | 15   | 14   | 1    | 13   | 10   | 16   | 12   | 17   | n.v.t. | n.v.t. | niet geplaatst   | 104          | 15           |
| Jorge Lima José Costa | 49er      | 11   | 6    | 9    | 6    | 5    | 20   | 5    | 10   | 1    | 11   | 4      | 4      | te vroeg gestart | 94           | 7            |

Vrouwen
| atleet        | onderdeel    | race | race | race | race | race | race | race | race | race | race | race   | race   | race           | netto punten | eindnotering |
| atleet        | onderdeel    | 1    | 2    | 3    | 4    | 5    | 6    | 7    | 8    | 9    | 10   | 11     | 12     | M              | netto punten | eindnotering |
| ------------- | ------------ | ---- | ---- | ---- | ---- | ---- | ---- | ---- | ---- | ---- | ---- | ------ | ------ | -------------- | ------------ | ------------ |
| Carolina João | Laser radial | 32   | 34   | 28   | 30   | 36   | 13   | 26   | 31   | 21   | 14   | n.v.t. | n.v.t. | niet geplaatst | 229          | 34           |

### Zwemmen
Mannen
| atleet           | onderdeel        | series  | series | halve finale   | halve finale   | finale         | finale         |
| atleet           | onderdeel        | tijd    | rang   | tijd           | rang           | tijd           | rang           |
| ---------------- | ---------------- | ------- | ------ | -------------- | -------------- | -------------- | -------------- |
| Gabriel Lópes    | 200 m wisselslag | 1.58,56 | 21     | niet geplaatst | niet geplaatst | niet geplaatst | niet geplaatst |
| Alexis Santos    | 200 m wisselslag | 1.59,32 | 28     | niet geplaatst | niet geplaatst | niet geplaatst | niet geplaatst |
| José Paulo Lopez | 400 m wisselslag | 4.16,52 | 20     | n.v.t.         | n.v.t.         | niet geplaatst | niet geplaatst |
| José Paulo Lopez | 800 m vrije slag | 7.56,15 | 23     | n.v.t.         | n.v.t.         | niet geplaatst | niet geplaatst |
| Francisco Santos | 100 m rugslag    | 54,35   | 28     | niet geplaatst | niet geplaatst | niet geplaatst | niet geplaatst |
| Francisco Santos | 200 m rugslag    | 1.58,58 | 22     | niet geplaatst | niet geplaatst | niet geplaatst | niet geplaatst |
| Tiago Campos     | 10 km open water | n.v.t.  | n.v.t. | n.v.t.         | n.v.t.         | 1:59.42        | 23             |

Vrouwen
| atlete         | onderdeel         | series   | series | halve finale | halve finale | finale         | finale         |
| atlete         | onderdeel         | tijd     | rang   | tijd         | rang         | tijd           | rang           |
| -------------- | ----------------- | -------- | ------ | ------------ | ------------ | -------------- | -------------- |
| Tamila Holub   | 800 m vrije slag  | 8.40,08  | 25     | n.v.t.       | n.v.t.       | niet geplaatst | niet geplaatst |
| Tamila Holub   | 1500 m vrije slag | 16.25,16 | 22     | n.v.t.       | n.v.t.       | niet geplaatst | niet geplaatst |
| Diana Durães   | 1500 m vrije slag | 16.29,15 | 23     | n.v.t.       | n.v.t.       | niet geplaatst | niet geplaatst |
| Ana Monteiro   | 200 m vlinderslag | 2.11,45  | 14 Q   | 2.09,82      | 11           | niet geplaatst | niet geplaatst |
| Angélica André | 10 km open water  | n.v.t.   | n.v.t. | n.v.t.       | n.v.t.       | 2:04.40,7      | 17             |